# 1592
| 1592               |
| ------------------ |
| Dødsfald - Fødsler |
|                    |

| Gregoriansk kalender | 1592 MDXCII             |
| Ab urbe condita      | 2345                    |
| Armensk kalender     | 1041 ԹՎ ՌԽԱ             |
| Kinesiske kalender   | 4288 – 4289 辛卯 – 壬辰 |
| Etiopisk kalender    | 1584 – 1585             |
| Jødisk kalender      | 5352 – 5353             |
| Hindukalendere       |                         |
| - Vikram Samvat      | 1647 – 1648             |
| - Shaka Samvat       | 1514 – 1515             |
| - Kali Yuga          | 4693 – 4694             |
| Iransk kalender      | 970 – 971               |
| Islamisk kalender    | 1000 – 1001             |

Konge i Danmark: Christian 4. 1588 – 1648
Se også 1592 (tal)

## Født
- 28. marts – Johann Amos Comenius, tjekkisk født lærer, forfatter og præst (død 1670.)

## Dødsfald
- 13. september – Michel de Montaigne, fransk renæssancehumanist (født 1533.)
- (dato ukendt) – Erik Nielsen Munk Lange dansk adelsmand, alkymist (født 1553.)